# Salix glaucosericea
Salix glaucosericea är en videväxtart som beskrevs av Björn Floderus. Salix glaucosericea ingår i släktet viden, och familjen videväxter. Inga underarter finns listade i Catalogue of Life.

## Bildgalleri

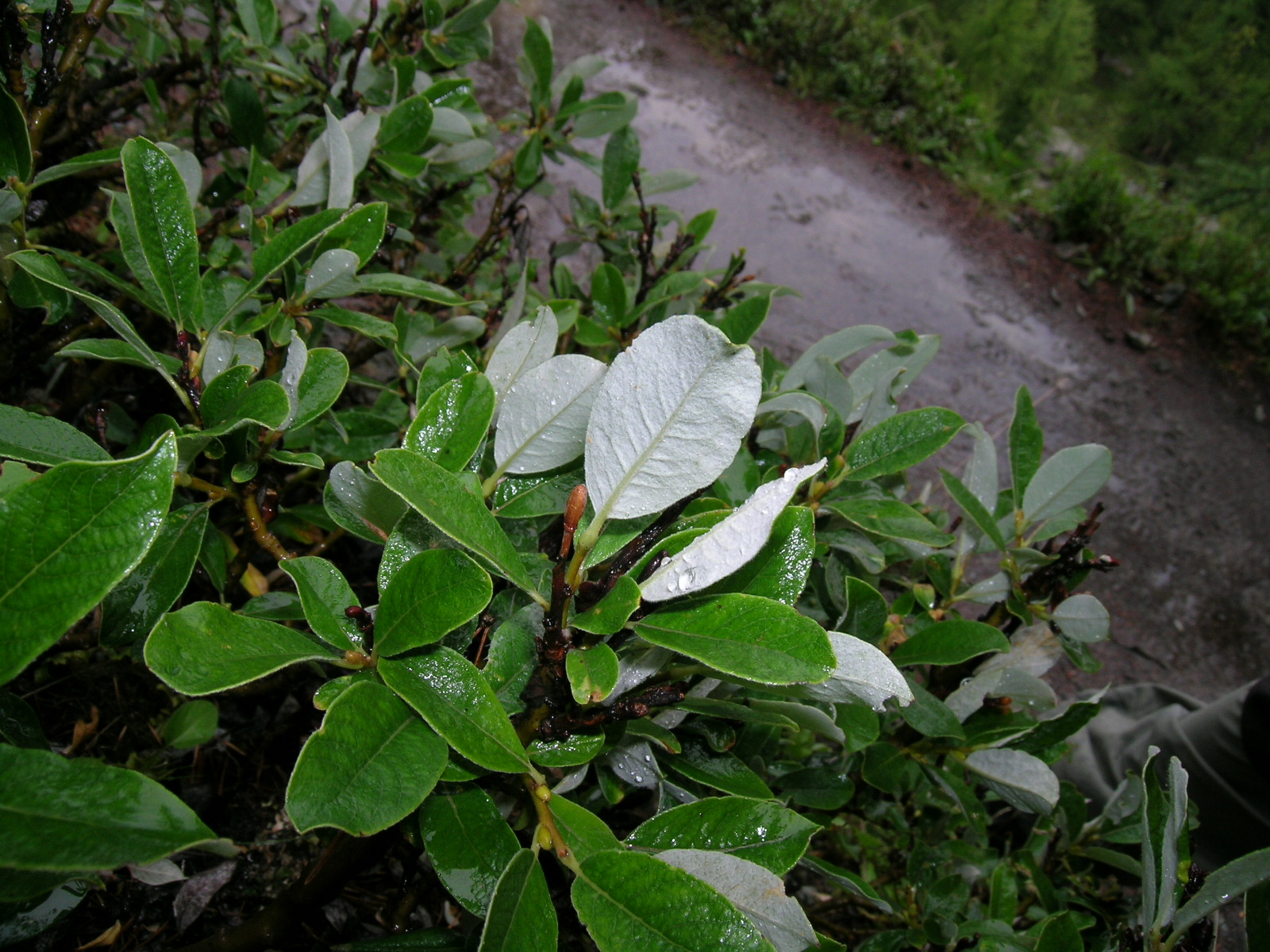
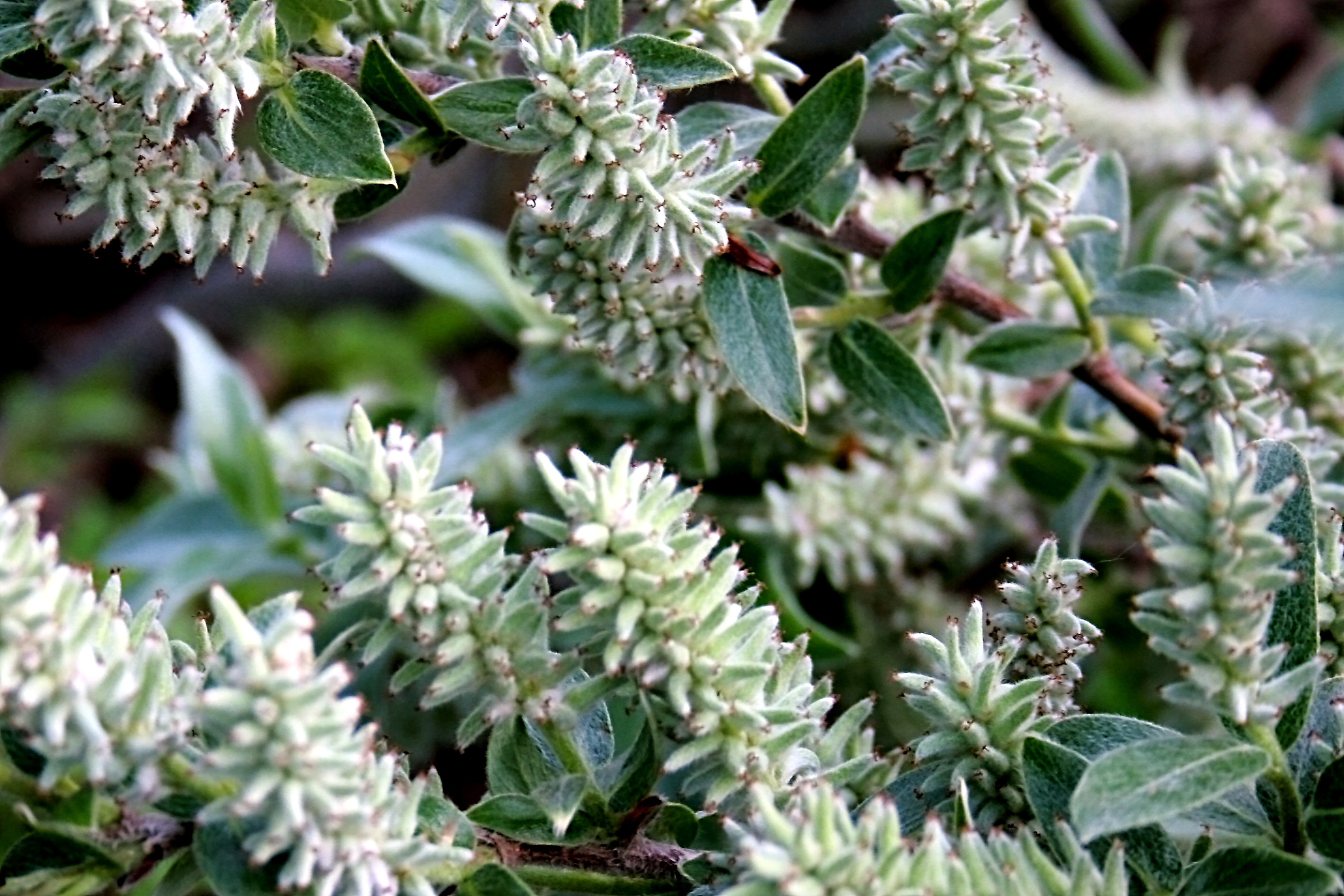